# Angra (ensenada)
Angra es un término en desuso para designar a una ensenada. Procede del bajo latín "ancram", a través del portugués "angra".
Debido a su origen, existen varias bahías y ensenadas denominadas "angra" en diferentes territorios que forman o han formado parte de Portugal y de sus posesiones y, en menor medida, de las posesiones españolas:
- Angra de Cintra en el Sahara Occidental, al sur de Dajla (antigua Villa Cisneros);
- Angra de los Ruivos, o Angra de los Rubios, en el Sahara Occidental;
- Angra del Caballo, o Angra a Caballo, o ensenada de Las Juncas, en el Sahara Occidental;
- Angra Pequeña o Angra dos Ilheus, en Namibia, en la que se encuentra actualmente la ciudad de Lüderitz;
- Angra de São João dos Angolares, en la isla de Santo Tomé;
- Angra do Heroísmo, en las Azores.
- Angra do Negro, nombre antiguo de la bahía de Mossamedes (actual Namibe), en Angola;
- Angra dos Reis
- Angra Fria, en Angola;